# Кудрявцев, Михаил Петрович
Кудря́вцев, Михаи́л Петро́вич  (12 августа 1938 — 2 февраля 1993) — историк русской архитектуры и градостроительства, архитектор, художник, реставратор, поэт. Активный деятель Всесоюзного Общества Охраны Памятников Истории и Культуры (ВООПИиК) и русского патриотического движения 1960—1980-х годов.
М. П. Кудрявцев в своих трудах освещал вопросы символики древнерусской архитектуры храмов, жилища, предметов быта в аспекте высокодуховной жизни Руси.

Всю свою жизнь он посвятил спасению памятников архитектуры от сноса, боролся против поворота северных рек, сохранял и реставрировал иконы, которые потом передавал в православные храмы, помогал воскрешать приходы.

## Биография
Михаил Петрович Кудрявцев родился 12 августа 1938 года в Москве.
В 1956 году окончил среднюю школу № 19 имени В. Г. Белинского в Замоскворечье.
С 1956 по 1962 год учился в Московском архитектурном институте на факультете градостроительства. Окончив институт, работал короткое время в ГИПРОНИИ АН СССР (1962), затем в проектном институте МИТЭП (1963).
С 1964 по 1970 работал в НИИПИ Генплана города Москвы. В этот период Михаил Петрович вел большую исследовательскую работу по учету и выявлению памятников истории, архитектуры и градостроительства Москвы, результатом которой явились список и сводный план памятников (как стоящих на охране, так и не учтённых), включённые отдельным томом в Проект реконструкции города Москвы, утверждённый правительством в 1971 году. 
Работая в институте Генплана г. Москвы и одновременно участвуя в работе Центрального совета ВООПИиК, М. П. Кудрявцев разрабатывал идею охраны Москвы и других древних городов как целостных памятников градостроительного искусства. Он предлагал комплексную охрану древней планировки города, системы его композиционных доминант, рядовой застройки и ландшафта, образующих неповторимый облик каждого древнего города. 
С его участием Градостроительная комиссия ЦС ВООПИиК разрабатывала законодательную основу охраны памятников архитектуры и градостроительства в конце 1960-х-1970-х годов.
В начале 1970-х Кудрявцев ушёл из Института Генплана, где вся работа неизменно строилась на «радиально-кольцевой» доктрине планировки столицы, провозглашённой во времена Сталина и Кагановича.
С 1967 по 1971 М. П. Кудрявцев учился и окончил аспирантуру в НИИ Теории и истории архитектуры. 
Под руководством и по рекомендации известного учёного доктора архитектуры П. Н. Максимова Кудрявцевым была написана и защищена в 1981 году кандидатская диссертация «Москва в конце XVII века (анализ градостроительной композиции)». 
В ней впервые Михаил Петрович начал разработку совершенно новой темы — воплощения христианской символики в образах и структуре древних русских городов. Постоянным консультантом, одобрившим и благословившим результат исследования символического смысла композиции древней Москвы, был архиепископ Новгородский и Старорусский Сергий (Голубцов), проживавший в 1970-х годах на покое в Троице-Сергиевой лавре, который сам освещал некоторые вопросы символики церковной архитектуры в труде «Изучение путей к упрочению и уставности литургической жизни всей Православной Церкви, переданной через Церковное Предание и находящее своё выражение в иконописи и церковной архитектуре» (1961—1962)
С 1970 по 1986 М. П. Кудрявцев работал научным сотрудником в НИИ Теории и истории архитектуры (НИИТИА, впоследствии — ЦНИИТИА, ВНИИТАГ), в секторе Русской архитектуры, а также в секторе Охраны и реставрации памятников архитектуры, где вместе с супругой, Татьяной Николаевной Кудрявцевой, участвовал в разработке важнейших разделов капитального издания «Русское градостроительное искусство». В этот период им был опубликован
ряд статей в основном, по теме диссертации.
В этот период Михаил Петрович участвовал в конкурсах на проекты; реконструкции Загорска и центральной части Костромы (II-ая премия Госстроя), а также проводил большую работу по выявлению и охране исторических памятников Москвы как общественный инспектор ЦС ВООПИК.
В 1981 году М. П. Кудрявцев защитил диссертацию на соискание учёной степени кандидата архитектуры по теме «Москва XVII века. Анализ градостроительной композиции». Научная работа была проиллюстрирована выполненными им самим акварельными реконструкциями.
В 1983—1985 Михаил Петрович прочитал факультативный цикл лекций для учащихся Семинарии и МДА в Троице-Сергиевой лавре, посвящённых раскрытию христианских символических образов в древнерусской архитектуре (жилого дома, крепости, храма, монастыря), в структурах стольных городов русских Земель (Киева, Новгорода Великого, Пскова, Белозерска, Москвы), в цветовом строе и архитектурных формах русского зодчества, в устроении земли во образ Святой Земли.
С 1987 по 1993 М. П. Кудрявцев осуществлял руководство отделом Истории русской архитектуры и градостроительства в Музее древнерусской культуры и искусства им. Андрея Рублёва (ЦМИАР). 
Именно в этот период стали возможны официальные публикации по христианской символике в древнерусском зодчестве. Эта тема разрабатывалась Михаилом Петровичем в ряде докладов на научных конференциях Музея, в докладе «Символика древнерусских городов» на конференции 1988 года, посвящённой 1000-летию Крещения Руси, на международной конференции «Богословие и духовность» (сборник издан в М.,1989) — в виде содоклада по докладу о. Льва Лебедева «Богословие Русской Земли как Образе Обетованной Земли».
В 1988 под эгидой Московского городского отделения ВООПИиК группа архитекторов: В. А. Виноградов, М. П. Кудрявцев, Г. Я. Мокеев, А. Г. Шабельников, А. Б. Тренин, М. В. Нащокина, Т. Н. Кудрявцева — разработали проект «Москва историческая. Концепция регенерации». 
Научной основой проектных предложений стали исследования М. П. Кудрявцева символического содержания композиции Москвы XVII в. и Г. Я. Мокеева — планировочной структуры древней Москвы. Реальными результатами этого проекта явились впоследствии — воссоздание Казанского собора на Красной площади, Воскресенских ворот Китай-города с Иверской часовней, Храм Христа Спасителя.
Итоговым трудом по изучению Москвы XVII в. стала подготовленная Михаилом Петровичем монография «Москва-Третий Рим» (— см. подробней об одноимённой религиозно-историософской политической концепции). В неё вошли, практически, все направления исследований — ландшафта, градостроительной структуры, композиции города в целом, его отдельных ансамблей, улиц и наиболее значительных построек, творческих приемов древнерусских зодчих, христианской символики. В заключительной главе монографии раскрываются приемы устроения древней столицы во образ «Небесного Града Иерусалима», описываются два наиболее значительных градостроительных памятника Москвы: «Создания единого Русского государства» и «Воинской славы». Самостоятельную ценность представляют иллюстрирующие монографию научные реконструкции исторических панорам и видов Москвы XVII в., выполненные в технике темперной живописи.
Умер Михаил Петрович Кудрявцев 2 февраля 1993 года. Отпевали его в церкви Большого Вознесения у Никитских ворот, для возрождения которой он так много сделал.
Похоронен на Армянском кладбище.

## Семья
Отец — Пётр Алексеевич Кудрявцев, инженер Министерства угольной промышленности.
Мать — Олимпиада Ивановна Короткова (1909—?), старшая дочь Ивана Ивановича Короткова (1885—1949), известного партийного деятеля и директора ГМИИ в 1939—1944 гг. Похоронена на Ваганьковском кладбище.

Когда увозили из Москвы экспонаты Пушкинского музея, Иван Иванович взял с собой Липу с сыном. Олимпиада Ивановна уезжала в эвакуацию буквально с операционного стола.

Пётр Кудрявцев также воевал, в 1942 году был тяжело ранен. После войны Олимпиада Ивановна много болела, официально не работала. Семья жила материально нелегко. Но у Липы были золотые руки. Она не только прекрасно рисовала, но и хорошо и со вкусом шила. Шитьем и подрабатывала.
Коротковы жили в доме в квартире № 152 («Дома на набережной»), потом в № 395. Перед капитальным ремонтом дома Пётр Алексеевич получил от работы квартиру, и семья Кудрявцевых переехала на Флотскую улицу.

Супруга — Татьяна Николаевна Кудрявцева (6 ноября 1939 — 4 августа 2019).
Дети
- Дочь от первого брака — Ирина Михайловна Кудрявцева
- Сын — Алексей Михайлович Кудрявцев (21 марта 1977)

## Книги
- Кудрявцева Т. Н., Кудрявцев М. П. Опыт проведения предпроектных исследований исторически ценных городов. (Обзор ЦНТИ) — М.: ЦНТИ, 1974.[6]
- Кудрявцев М. П., Мокеев Г. Я. Каменная летопись старой Москвы. — М.: Современник., 1985. 
(Авторы награждены Дипломом Московского добровольного общества любителей книги РСФСР, как лауреаты конкурса на лучшую книгу о Москве и москвичах, изданных в 1985 году.)
- Кудрявцев М. П., Кудрявцева Т. Н. Спасо-Андроников монастырь. — М., 1989.
- Кудрявцев М. П. Москва — Третий Рим. — М.: Совместное издание Московского подворья Свято-Успенского Псково-Печерского монастыря и фирмы Сол Систем, 1994. — 256 с. — 10 000 экз. — ISBN 5-85316-008-7.
- Сборник стихов «Скиния» — (Содержание и рисунки, выполненные автором, переносят читателя в священный мир Древней Руси). — [М., б.г. — <1994-1995>].
- Кудрявцев М. П. Москва — Третий Рим. Историко-градостроительное исследование. — Изд. 2-е, дополн. — М.: Троица, 2007. — 288 с., 256 илл. — 1000 экз. — ISBN 8-85482-008-7.

## Публикации
- Кудрявцев М. П. Использование рельефа местности в русском градостроительстве на примере Москвы XVII века. // «Архитектурное наследство». № 21. — М., 1973., С. 3-13.
- Кудрявцев М. П. Московские улицы в XVII веке. // сб. «Проблемы теории и истории архитектуры». — М., 1973. — С. 86-98.
- Кудрявцев М. П. Пространственная композиция центра Москвы XVII века. // «Архитектурное наследство». № 24. — М., 1975., С. 12-18.
- Кудрявцев М. П. Специфика проектирования городов, имеющих ценное историко-архитектурное наследие. // кн. «Памятники архитектуры в структуре городов СССР». — М.: Стройиздат, 1978., С. 107—134. ИБ№ 1196.
- Кудрявцев М. П., Кудрявцева Т. Н. Ландшафт в композиции древнерусского города. // «Архитектурное наследство». № 28. — М., 1980., С. 3-12.
- Кудрявцев М. П. Историческая Москва — памятник древнерусского градостроительного искусства. // Альманах ВООПИиК — «Памятники Отечества». № 2(2). — М., 1980., С.96-107.
- Кудрявцев М. П. Метод изучения композиции древнерусских городов. // сб. «Источники и методы исследования памятников градостроительства и архитектуры». — М.: Стройиздат., 1980. — С. 46-61.
- Кудрявцев М. П. (без подписи) Храмовая архитектура Древней Руси. // «Русская Православная Церковь». М.: Изд. Московской Патриархии, 1980, С. 189—209.
- Кудрявцев М. П., Мокеев Г. Я. О типичном русском храме XVII в. // «Архитектурное наследство». № 29. — М., 1981., С. 70-79.[7]
- Кудрявцев М. П. Коломенское. // ж. «Юный художник». № 1, 1981, С. 22-27.
- Кудрявцев М. П., Мокеев Г. Я. О своеобразии древнерусской архитектуры. // ж. «Юный художник». № 7, 1981, С. 20-23.
- Кудрявцев М. П. Опыт приведения композиции Москвы конца XVII века к идеализированной схеме. // «Архитектурное наследство». № 30. — М., 1982., С. 13-23.
- Кудрявцев М. П. Древние города Белоозера. // газ. «Новый путь», Белозерск, Вологодской обл., 11 ноября 1982, № 134(8006), С. 2-3.
- Кудрявцев М. П. Стены Кремля. // ж. «Огонёк». № 35, август 1985, С. 16-17.
- Кудрявцев М. П. Сообщение по докладу протоиерея Льва Лебедева. // сб. «Тысячелетие крещения Руси» материалов научной конференции «Богословие и духовность», М., 11-18 мая 1987, С. 175—178.
- Кудрявцев М. П. Сердце России. // Альманах ВООПИиК — «Памятники Отечества». № 1(17). — М., 1988., С. 13-27.
- Кудрявцев М. П., Кудрявцева Т. Н. К вопросу об историко-архитектурном потенциале Москвы. // сб. «Архитектурное наследие Москвы». — М., 1988.
- Кудрявцев М. П. Некоторые новые сведения о центре древней Вологды. — // ж. «Архитектурное наследство». № 36. М., 1988.
- Кудрявцев М. П. Памятники градостроительства. // «Архитектурное наследие и реставрация». — М., 1989.
- Кудрявцев М. П. Из Москвы в Москву. // газ. «Московский строитель». № 1, 1990, С. 8-10.
- Кудрявцев М. П., Дмитриева Н. В. Гардарика. // альманах ВООПИиК — «Памятники Отечества». № 2(22). — М., 1990., С. 3-11.
- Кудрявцев М. П., Кудрявцева Т. Н. Размышления о церковной архитектуре. // «Журнал Московской Патриархии». № 5, 1990.
- «Круглый стол» журнала «Москва»: «Небесный град или город абсурда?» (М. П. Кудрявцев — один из участников обсуждения). // ж. «Москва». № 11, 1990, С. 2-18.
- Информационный бюллетень Всесоюзного Объединения ландшафтных архитекторов «Ландшафтная архитектура», № 2, М., 1990. (Первая наиболее полная, публикация по символике Москвы)
- Кудрявцев М. П. Святой Дух — градостроитель (такое название дано редакцией без ведома автора. Статья о символической композиции Троице-Сергиевой Лавры). // газ. «Русский вестник». № 28-29. 1991. С. 5. см. на сайте ХИТРОВСКІЙ ХРОНОГРАФЪ
- Кудрявцев М. П. Символика в дереве и камне. // ж. «Курьер ЮНЕСКО», декабрь, 1991.
- Кудрявцев М. П. Свидетели славы Отеческой. // ж. «Социум», № 5(17), 1992, С. 26-30., цв. илл. на вкладке.
- Кудрявцев М. П., Кудрявцева Т. Н. Преславно царствующий град Москва. // ж. «Радонеж», № 3, 1992, С. 31-34.
- разделы в томах фундаментальной научной монографии «Русское градостроительное искусство»:

«Древнерусское градостроительство X—XV вв.» — М.: Стройиздат, 1993 (ISBN 5-274-01502-6) и «Градостроительство Московского государства XVI—XVII вв.» — М.: Стройиздат, 1994 (ISBN 5-274-01503-4), посвящённые Москве, Новгороду Великому, Угличу, Романову-Борисоглебску, Волоколамску, Великому Устюгу, Вологде. 
Монография и её авторы были награждены Большой медалью Российской академии архитектуры и строительных наук в 1998 году.
- Кудрявцев М. П., Кудрявцева Т. Н. Русский православный храм. Символический язык архитектурных форм // «Символика русского храмоздательства — Къ Свъту», М.: Родник., № 17, 1995, С. 65-87[8]
- Кудрявцев М. П. «Благословенно царство», «Аркажи» (художественная проза). — Къ Свъту", М.: Родник., № 17, 1995, С. I—III.
- Кудрявцева Т. Н., Кудрявцев М. П. Красная площадь — храм под открытым небом. // статья в кн. «Москва. 850 лет». — М.: АО «Московские учебники», 1996, том I, 368 с., 420 илл., С. 170—174. — ISBN 5-7461-0033-1
- Иллюстрации М. П. Кудрявцева на тему Древней Руси. // ж. «Лабарум», М., 1998.
- Кудрявцев М. П. (публикация Т. Н. Кудрявцевой) Третий Рим. // кн. «Три Рима». Авторы-составители Н. Н. Лисовой, Т. А. Соколова. — М.: Олма-Пресс, 2001. — С. 407—440, тираж 3000 экз.
- Кудрявцев М. П., Мокеев Г. Я. Символ Святой Руси. Отражение становления государства в становлении архитектурных символов[9]
- М. П. КУДРЯВЦЕВ. ПРОЕКТ ЦАРСКИХ ПАЛАТ КРЕМЛЯ. В АКСОНОМЕТРИЧЕСКОМ ЧЕРТЕЖЕ XVII ВЕКА

## Выставки
- Выставочный зал Союза художников на Кузнецком мосту (1980-е)
- «Белозерск — старейшина городов Русского Севера» (к 1125-летию города) в Центральном доме пропаганды ВООПИиК (1987). Материалы выставки переданы в музей Белозерска.
- Музей-квартира И. Д. Сытина (1989 и 1997)
- «Образы древнерусских городов» (Орёл, 1990)
- Центр культурно-делового сотрудничества «Белые палаты на Пречистенке» (1997)
- «Историческая Россия: Образы жизни» в Музее Декоративно-прикладного искусства (2003)
- «Идея Небесного Города в истории Москвы. По материалам творческих реконструкций Михаила Петровича Кудрявцева». Библиотека-читальня имени И.С. Тургенева. Май, 2012.[10]